# 青木正教
青木 正教（あおき まさのり）は、江戸時代前期から中期にかけての甲府藩甲府徳川家家臣、江戸幕府旗本。武田氏族大井氏系青木氏の当主。通称は甚五兵衛。旗本時代の家禄は蔵米290俵。青木長国の実の祖父で家系上の曾祖父にあたり、勝海舟と幕末に大奥御年寄となる瀧山の共通する先祖の1人である。

## 生涯
平岡道賢と神谷政成の娘との三男として誕生。甲府藩小姓組組頭となる青木正寛の養子となる。養父の隠居で青木家を相続し、徳川綱豊に仕えて甲府藩の小姓組士となり、主君の綱豊が徳川綱吉の養子となると、宝永元年12月12日（1705年1月7日）に幕府の焼火間番士に転じて蔵米290俵を賜り、宝永7年（1708年）に大番士となる。
正徳5年（1715年）に大番士を辞して小普請となり、享保10年12月21日（1726年1月23日）に死去。享年71。法名は日題。墓所は市谷の蓮秀寺。家督と家禄は養母の一族で養子の教豊が相続し、実子の昌邦は教豊の養子となる。

## 系譜
- 父：平岡道賢 - 源兵衛
- 母：神谷政成の娘
- 養父：青木正寛（1632-1707） - 甚平
- 養母：小長谷重次（九郎右衛門）の娘
- 正室：内山永貞（七兵衛）の娘
- 生母不明の子女
  - 男子：青木昌邦 - 青木教豊の養子
- 養子
  - 男子：青木教豊 - 小長谷時苗（六郎兵衛）の子